# (36125) 1999 RG147
1999 RG147 (asteroide 36125) é um asteroide da cintura principal. Possui uma excentricidade de 0.11165240 e uma inclinação de 8.28984º.
Este asteroide foi descoberto no dia 9 de setembro de 1999 por LINEAR em Socorro.